# Aart Jansz Druyvesteyn

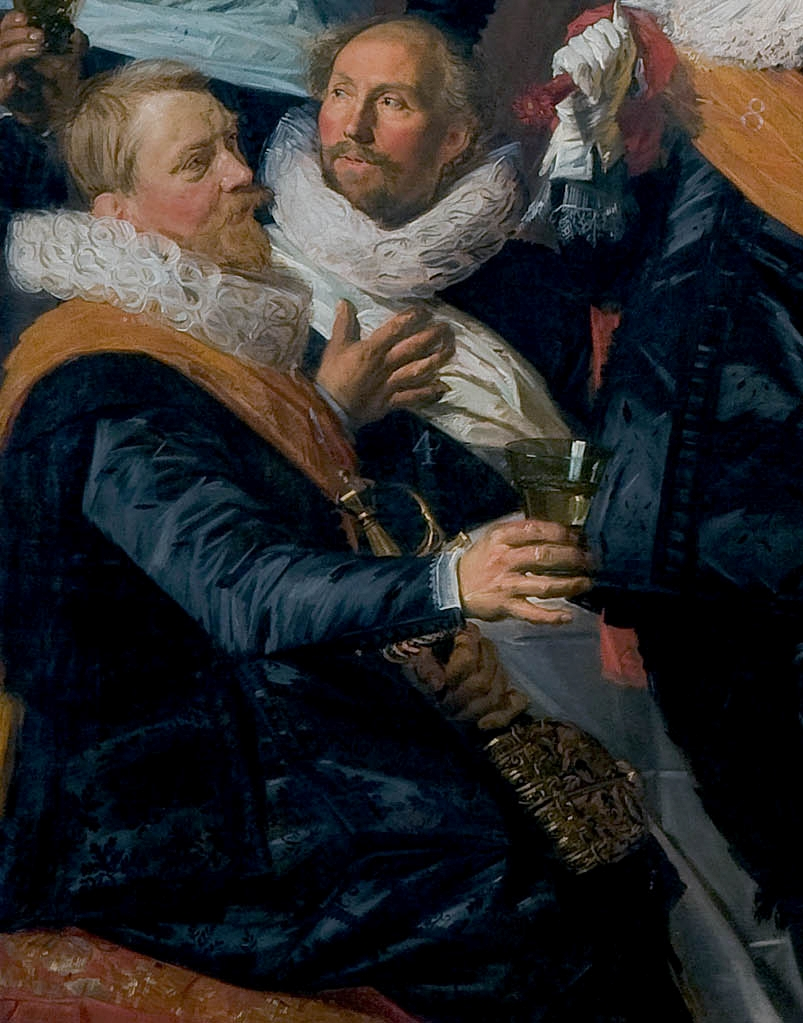
Waarschijnlijk Aart Jansz Druyvesteyn, geschilderd door Frans Hals

Aart Jansz Druyvesteyn (ook wel: Aernout Druyvesteyn) (1577– 5 augustus 1627) was een Nederlands kunstschilder en burgemeester van Haarlem.

## Familie
Druyvesteyn was lid van de familie Druyvesteyn. Hij was de eerste van dit geslacht dat generaties lang burgemeesters en bestuurders van Haarlem leverde.

## Loopbaan
Volgens Carel van Mander (in 1604) was Druyvesteyn een veelbelovende jonge landschapskunstenaar, die oorspronkelijk afkomstig was uit een goede familie, woonachtig te Haarlem. Druyvesteyn schilderde dus meer bij wijze van hobby dan dat hij het als een beroep zag. Volgens Houbraken, die een soortgelijk commentaar als Van Mander gaf betreffende de kwaliteiten van Druyvesteyn als landschapsschilder, werd Druyvesteyn ouderling in de Gereformeerde kerk, voordat hij uiteindelijk burgemeester van Haarlem werd.
Druyvesteyn is waarschijnlijk dezelfde als de persoon die aan het hoofd van de tafel is afgebeeld op Frans Hals' schilderij Banket van officieren van de St. Jorisdoelen, dat in 1627 werd geschilderd. Druyvesteyn was in de jaren 1619-1625 enkele malen burgemeester. In 1624 werd hij kolonel van de schutterij van de Sint-Jorisdoelen.
- Biografisch Portaal: 22692257
- RKD-Nederlands Instituut voor Kunstgeschiedenis: 24376
- Union List of Artist Names: 500050173
- Virtual International Authority File: 96016696